# The Last Sontaran
 (septembre 2014).
Si vous disposez d'ouvrages ou d'articles de référence ou si vous connaissez des sites web de qualité traitant du thème abordé ici, merci de compléter l'article en donnant les références utiles à sa vérifiabilité et en les liant à la section « Notes et références ».
The Last Sontaran (Le Dernier Sontarien) est le premier épisode de la deuxième saison de la série britannique de science-fiction The Sarah Jane Adventures. Il se situe à la suite du double épisode de Doctor Who A.T.M.O.S. Cette série est inédite dans les pays francophones.

## Accroche
Alors que Maria découvre qu'elle doit partir aux USA, Sarah Jane se trouve face à un Sontarien cherchant à faire exploser la terre à partir d'un télescope.

## Résumé

### Première partie
Alan Jackson (Joseph Millson) se voit offrir un emploi à Washington aux États-Unis, mais cela doit vouloir signifier que Maria devra partir avec lui.
D'étranges lumières ayant été signalées autour du télescope radio de Tycho Sarah Jane Smith (Elisabeth Sladen), Luke Smith (Tommy Knight), Clyde Langer (Daniel Anthony) partent enquêter sur place. Ils découvre que le commandant Kaagh, le seul survivant de la 10e flotte sontarienne (qui a été détruite par le Docteur dans l'épisode A.T.M.O.S.) menace de détourner les satellites terriens afin qu'ils s'écrasent sur la Terre. Kaagh espère ainsi venger l'affront qu'a constitué la destruction de la flotte sontarienne par les Terriens.

### Seconde partie
Sarah Jane, Luke, Clyde et Maria réussissent à sauver Lucy la fille du professeur Skinner, qui, sous l'influence du Sontarien menace de détruire la terre. Ils réussissent à contrecarrer ses plans, grâce à l'arrivée d'Alan et Chrissie Jackson. Celle-ci réussi assommer le Sontarien en tapant dans le bouton posé derrière sa tête avec sa chaussure. Luke réussit à désactiver les satellites et tous réussissent à renvoyer Kaagh sur Sontar.
Six semaines plus tard, Alan et Maria partent pour les États-Unis.

## Continuité
- Au début de l'épisode, Maria fait un récapitulatif des monstres qu'elle a rencontré : les Banes (Invasion of the Bane); les Slitheens (Revenge of the Slitheen et The Lost Boy); les Gorgones (Eye of the Gorgon) le Dupeur (Trickster) (Whatever Happened to Sarah Jane?) et les Xylok (The Lost Boy).
- Comme Béa dans Eye of the Gorgon, Clyde juge que les Sontariens ressemblent à des patates cuites.
- Tout en disant « certaines personnes n'apprennent jamais » Chrissie rentre chez Sarah Jane par la même fenêtre que dans Eye of the Gorgon. Par contre Alan récupère une clé sous un pot de fleur à un endroit différent de Clyde dans l'épisode The Lost Boy.
- Avant de partir, Maria regarde les nombreux objets se trouvant dans différents épisodes : une bouteille de Bubble Shock ! (Invasion of the Bane) le scanner portable de Mr Smith, la canette de gaz Sontarienne et le pistolet de Kaagh, la boite-puzzle (Whatever Happened to Sarah Jane?) le MITRE (The Lost Boy) et les lasers tags (Warriors of Kudlak.)
- C'est le dernier épisode avec Yasmin Paige en actrice régulière, celle-ci ayant décidé faire une pause à sa carrière d'actrice pour se concentrer sur ses études[Quand ?].

### Liens avec leWhoniverse
- Kaagh raconte l'histoire du plan d'invasion terrienne par enfumage (A.T.M.O.S., première partie) et la destruction de la dixième flotte sontarienne (A.T.M.O.S., deuxième partie) ayant lieu dans Doctor Who. Des parties de cet épisode sont même utilisé dans le flash-back de Kaagh.
- Sarah Jane parle de ses précédentes rencontres avec les Sontariens, notamment avec le troisième docteur dans la première série (The Time Warrior, 1973) et avec le 4e Docteur et Harry Sullivan (The Sontaran Experiment, 1975). Elle fait référence à leur guerre éternelle contre les Rutans.
- Sarah Jane prévoit d'appeler UNIT lorsqu'elle entend parler des Sontariens, malgré sa réticence envers les armes. Réticences dont elle fait part à Jack Harkness dans La Terre volée.